# Carolina Munevar
Daniela Carolina Munevar Flórez (Cucaita, Boyacá, 18 de julio de 1995), es una deportista colombiana que compite en ciclismo adaptado en las modalidades de pista y ruta. Campeona mundial CRI Paralímpica categoría C2.

## Biografía
Carolina Munevar tiene una trayectoria en ciclismo paralímpico desde 2015, con medallas y triunfos mundiales y continentales. La colombiana recientemente logró dos medallas de plata en la sexta versión de los Juegos Parapanamericanos de Lima y además se consagró con un bronce y una plata en el Campeonato Mundial de para ciclismo de ruta en Holanda. En tan solo un mes, la deportista obtuvo cuatro medallas para su palmarés, dos continentales y dos mundiales. Además es la primera mujer ciclista paralímpica colombiana en participar en los juegos paralímpicos y fue segunda en las votaciones para elegir al mejor atleta paralímpico de las Américas.

## Palmarés
| 2015 - Primer Evento preparatorio para juegos paranacionales en Motavita en Pruebas de contrarreloj y Ruta Fondo - Mundial de ruta realizado en Nottwil, Suiza - Prueba de Ruta Fondo - 4.ª en contrarreloj - Juegos para panamericanos, Toronto - 6.ª en Persecución Individual - 8.ª en 500 metros - 18 en Ruta Fondo 2016 - Campeona nacional en ruta y pista - Mundial de pista en Montichiari, Italia - 3000 m Persecución Individual - scrach categoría unificada c2-c3 - Juegos paralímpicos en Río de Janeiro con 3 Diplomas paralímpicos - 7ta en 500 m - 5.ª en 3000 metros - 4.ª en CRI Contrarreloj Individual 2017 - Campeona nacional en pista y ruta - Copa mundo Maniago, Italia - puesto en Ruta Fondo - puesto en CRI Contrarreloj Individual - Mundial de ruta Sudáfrica - (CRI) Contrarreloj Individual - Ruta Fondo 2018 - Campeona nacional de pista, Cali - Mundial de pista en Río de Janeiro - Persecución Individual - 6.ª en 500 metros velocidad - 4.ª en Prueba Scrach - Campeona nacional de ruta y CRI evento realizado en santa rosa de Viterbo - Mundial de ruta en Maniago, Italia - Ruta Fondo - CRI | 2019 - Mundial de pista en Holanda - Persecución Individual - 5.ª en 500 metros - 7ta en Prueba Scratch - Campeona nacional en ruta y CRI, Villavicencio - Copa mundo de ruta realizada en Bélgica - Ruta Fondo - Prueba CRI - Campeona nacional de pista en Prueba Persecución Individual - Prueba 500 metros - Juegos parapanamericanos Lima, Perú - Persecución Individual - Prueba CRI y - Ruta Fondo - Mundial de ruta Países Bajos, Emmen - CRI - Ruta Fondo - Juegos Paranacionales Bolívar 2019 - Persecución Individual - Prueba 500mts - Prueba CRI - Ruta Fondo 2021 - Mundial de ruta en Cascais, Portugal - (CRI) Contrarreloj Individual |